# Styposis tepus
Styposis tepus är en spindelart som först beskrevs av Claude Lévi 1967.  Styposis tepus ingår i släktet Styposis och familjen klotspindlar. Inga underarter finns listade i Catalogue of Life.